# Sztok
Sztok (prononciation : [ʂtɔk]) est un village polonais de la gmina de Lubowidz dans le powiat de Żuromin de la voïvodie de Mazovie dans le centre-est de la Pologne.
Il se situe à environ 3 kilomètres au nord-es de Lubowidz (siège de la gmina), 8 kilomètres au nord de Żuromin (siège du powiat) et à 128 kilomètres au nord-ouest de Varsovie (capitale de la Pologne).
Le village compte une population de 43 habitants en 2006.

## Histoire
De 1975 à 1998, le village appartenait administrativement à la voïvodie de Ciechanów.